# Komposit-Bremssohle

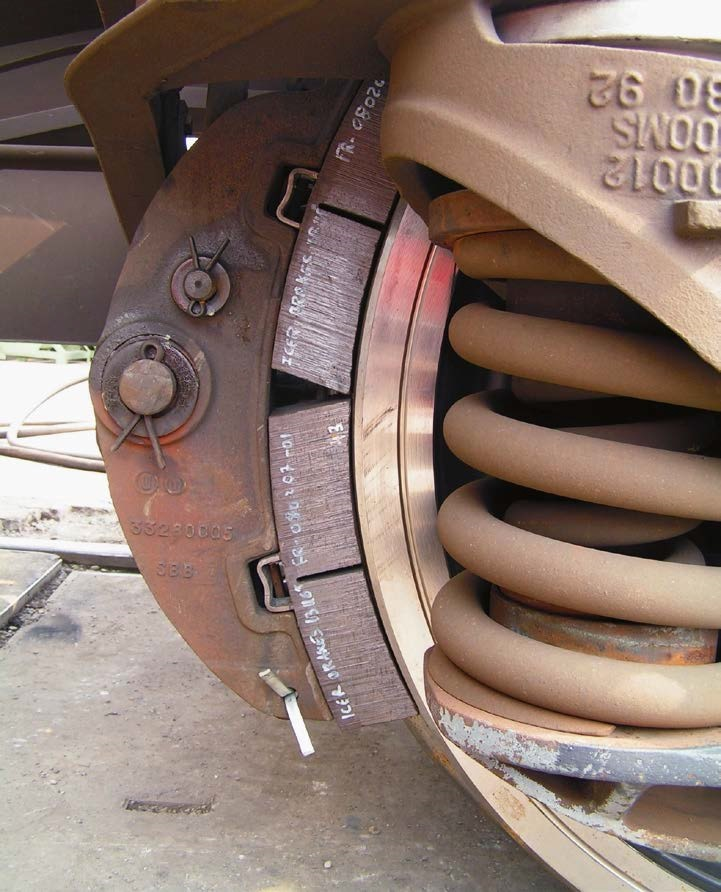
Komposit-Bremsklotzsohle

Als Komposit-Bremsklotzsohle (kurz auch K-Sohle) werden an Schienenfahrzeugen verwendete Bremsklötze aus Komposit-Materialien bezeichnet.

## Wirkungsweise
K-Sohlen vermindern das Rad-Schiene-Geräusch bei Fahrzeugen mit auf die Lauffläche wirkenden Bremsklotzsohlen, indem sie – anders als bei den seit 2021 in Deutschland verbotenen Grauguss-Bremsklotzsohlen – die Laufflächen der Radsätze bei Bremsungen nicht aufrauen. Dies wird durch elastischere Materialien erreicht, meist eine Kombination aus Metallfasern und Kautschuk-Harz-Verbindungen sowie zusätzlichen Additiven. Die Ausrüstung mit K-Sohlen und die Anpassung der Bremsanlage an den höheren Reibwert gegenüber den Grauguss-Bremsklotzsohlen wird auch als Flüsterbremse bezeichnet. K-Sohlen sind seit 2003 international zugelassen, seit 2013 auch die LL-Sohlen, wobei LL für „low noise, low friction“ („wenig Lärm, wenig Reibung“) steht. Bei LL-Sohlen entfällt die Anpassung der Bremsanlage auf den erhöhten Reibwert der K-Sohlen. Grauguss-Bremsklotzsohlen lassen sich ohne weitere Modifikationen direkt durch LL-Sohlen ersetzen.
Die Minderung gegenüber Fahrzeugen mit Grauguss-Bremsklotzsohlen beträgt 8 dB bis 10 dB.
An Güterwagen wirken die Bremsklötze in der Regel auf die Radlaufflächen, so dass die Summe der Rauheiten von Rad und Schiene im Bereich der Kontaktfläche bei der Verwendung von Grauguss-Bremsklotzsohlen höher ist als bei Fahrzeugen mit anderen Bremssystemen. Diese Summenrauheit der Kontaktfläche bestimmt den Pegel der die Fahrgeräusche dominierenden Rad-Schiene-Geräusche maßgeblich. Die Schallemissionen werden daher durch den Einsatz von K-Sohlen über den gesamten Geschwindigkeitsbereich verringert.

## Anwendung

### Deutschland
Neue Güterwagen der Deutschen Bahn werden seit 2001 standardmäßig mit Komposit-Bremsklotzsohlen ausgestattet. Ende 2003 erteilte der Internationale Eisenbahnverband die unbefristete Zulassung der K-Sohle im europäischen Schienengüterverkehr. Die in der Gemeinschaft der Europäischen Bahnen (CER) zusammengeschlossenen europäischen Staatsbahnen verpflichteten sich, neue Wagen ausschließlich mit K-Sohlen zu beschaffen.
Im März 2017 wurde im Bundestag ein von Bundesverkehrsminister Alexander Dobrindt vorbereitetes Gesetz verabschiedet, das ab dem Fahrplanwechsel im Dezember 2020 den Einsatz von Güterwagen mit lauten Bremsen auf dem deutschen Schienennetz verbietet. Bei DB Cargo waren daraufhin bis Ende 2020 alle Güterwagen im Bestand mit K- oder LL-Bremsklotzsohlen ausgestattet.

### Schweiz
Mit dem Bundesgesetz über die Lärmsanierung der Eisenbahnen (BGLE) wurde im Jahr 2000 für sämtliches Rollmaterial von Schweizer Fahrzeughaltern eine Frist zur Umrüstung auf K-Sohlen bis Ende 2009 festgelegt. Im Rahmen der Revision des Gesetzes wurde 2014 das Verbot von Grauguss-Sohlen mit Termin ab Anfang 2020 auf alles in der Schweiz verkehrende Rollmaterial ausgeweitet.
Am 23. August 2023 entgleiste im Gotthardbasistunnel ein Güterzug. Ursache war ein Radbruch; der Radsatz hatte LL-Sohlen. Der 2025 veröffentlichte umfangreiche Abschlussbericht der Schweizerische Sicherheitsuntersuchungsstelle SUST enthält ein Kapitel (S. 85–86) Einfluss von Verbundstoffbremssohlen auf die thermischen Beanspruchungen der Räder.
Die SUST empfiehlt der Eisenbahnagentur der Europäischen Union (ERA), eine Studie über den Einfluss von Verbundstoffbremssohlen auf die thermischen Beanspruchungen der Räder in Auftrag zu geben.
Die SUST hat der ERA empfohlen, auf EU-Ebene strengere Vorgaben für den Unterhalt und die Instandhaltung von Güterwagen mit Verbundstoffbremssohlen (insbesondere LL-Sohlen) zu erlassen. Sollten Vorgaben bzw. Maßnahmen zu lang sein oder nicht schnell genug kommen, könnte die Schweiz weitere Maßnahmen ergreifen. Als letztes Mittel sei ein Betriebsverbot für Güterwagen mit LL-Sohlen in der Schweiz denkbar.

### Schweden
Die schwedische Transportbehörde Trafikverket meldete allerdings eine stark verringerte Bremsleistung mit organischen K-Sohlen vom Typ C810 bei winterlichen Wetterverhältnissen.

## Probleme
Im Sommer 2023 entgleiste im Gotthard-Basistunnel ein Güterzug. Am 8. Juni 2025 wurde der Abschlussbericht veröffentlicht.
Die Vorgaben für die Wartungsintervalle stammen aus Zeiten der Graugussbremsen: alle acht Jahre oder alle 660.000 Kilometer.
Die Schweizerische Sicherheitsuntersuchungsstelle SUST schrieb, dies sei „nicht mehr zeitgemäß“.